# Banque commerciale de Shanghai

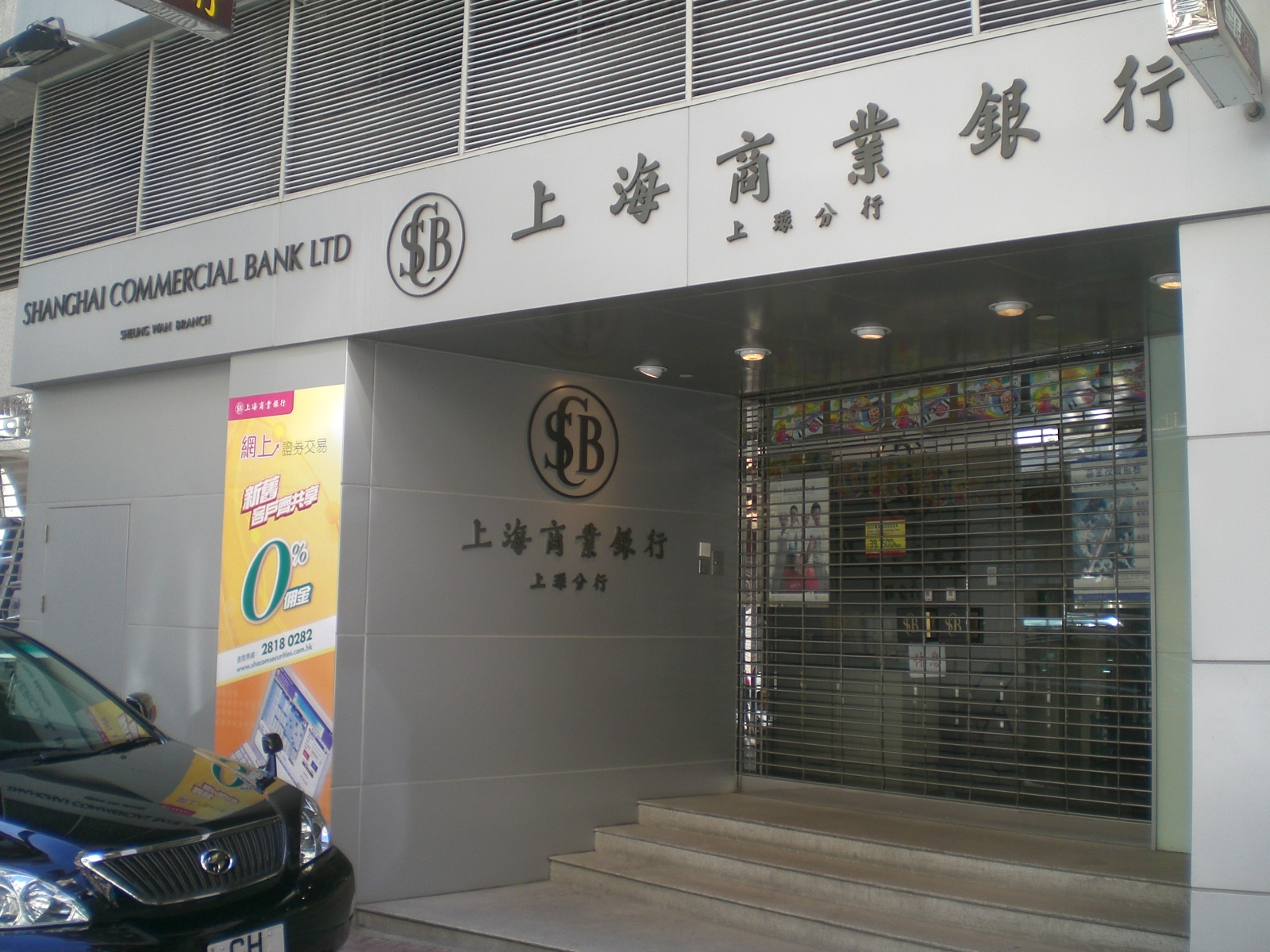
Image de la Banque en 2008

La  Shanghai Commercial Bank (SCB) (en Chinois : 上海商業銀行) et ses filiales fournissent des services bancaires aux États-Unis, au Royaume-Uni et en Chine. En tant que groupe, l'entreprise emploie plus de 1790 personnes. La banque est une institution financière basée à Hong Kong. L'adresse de son siège social est 12 Queen's Road Central, Victoria, Hong Kong.

## Histoire du groupe
Historiquement, la SCB été fondée à Shanghai en 1915 sous la direction de MKP. Chen (1881-1976), diplômé de la Wharton School of Finance de l'Université de Pennsylvanie. La banque s'est développée à la fin des années 1920 et au début des années 1930, a subi la période d'agression japonaise et s'est rétablie à Taiwan et à Hong Kong après la prise de pouvoir du Parti communiste chinois en Chine continentale à la fin de 1949.
La Shanghai Commercial Bank a été établie à Hong Kong en 1950. Elle est détenue majoritairement par la Banque commerciale et d'épargne de Shanghai (SCSB) de Taiwan, qui n'a été autorisée à rétablir son siège social à Taipei qu'en 1954. Les deux parties du La banque, à Hong Kong et à Taïwan, s'est reconstruite à partir des années 1960 et 1980 alors que les deux économies prospéraient. Aujourd'hui, la SCB s'est rétablie à Shanghai avec une participation dans la Bank of Shanghai.
SCB était l'une des banques fondatrices de JETCO, le réseau Joint Electronic Tellers Services Limited en 1982. Les autres banques fondatrices étaient la succursale de Hong Kong de la Bank of China (maintenant Bank of China (Hong Kong)), la Bank of East Asia, la Chekiang First Bank et la Wing Lung Bank<. JETCO est un concurrent d'un autre réseau ATM formé par HSBCet Hang Seng Bank.

## Services
La Shanghai Commercial Bank offre des services et des produits de banque de détail et d'entreprise, notamment des dépôts, des prêts, des envois de fonds, des devises, du financement commercial, des opérations sur titres, des services de gestion de patrimoine, des cartes de crédit et des assurances. La banque offre également des services bancaires par téléphone et des services bancaires électroniques comme moyen rapide et pratique de servir les clients particuliers et les entreprises. De plus, la Banque émet des certificats de dépôt à taux variable qui ont été bien accueillis par le marché depuis le début de 1994.

## Situation financière et perspectives stratégiques

### Situation financière 2009 et perspectives 2010
En 2009, le bénéfice attribuable aux actionnaires'est élevé à 1 336 millions de dollars HK, soit un gain de 12,7 %. L'augmentation est principalement due aux provisions pour moins-value considérablement moins élevées, aux contributions positives de toutes les entités contrôlées, à l'amélioration des honoraires tirées des activités liées aux titres et à l'exploitation de trésorerie. Le rendement de l'actif total moyen et le rendement des capitaux propres moyens se sont établis à 1,2 % et 8,7 %. Le ratio de solvabilité est resté élevé à 19 %, tandis que le ratio de liquidité était de 55 %. La rémunération supplémentaire versée pour le programme de rachat de Lehman Brothers Minibonds a eu un impact négatif sur le coefficient d'exploitation de la Banque et a atteint 43,7 %. En excluant la rémunération supplémentaire, le ratio aurait été de 34,9% ; en 2008, il était de 34,3 %.
La banque obtient l'approbation nécessaire pour mettre à niveau le bureau de représentation de Shanghai au statut de succursale complète. En outre, la banque est engagée dans la « Green Channel », une plate-forme unique et pratique de services bancaires haut de gamme en Chine pour les clients VIP des trois banques : Shanghai Commercial Bank à Hong Kong, Bank of Shanghai et Shanghai Commercial & Savings Bank à Taïwan. Le projet de réaménagement du bâtiment du siège social, avec la parcelle adjacente, se poursuit. La banque a retenu les services de Rocco Design Architects Limited, lauréate du prix, en tant que cabinet d'architectes du projet. Le plan général de construction s'est  finalisé en 2010.

### 2016
SCB a annoncé son résultat pour 2016 le 26 avril 2017. Le bénéfice après impôts s'est élevé à 1 913,0 millions HKD contre 1 902,3 millions HKD un an auparavant, ce qui représente une augmentation de HKD 10,7 millions ou 0,56%.

### 2017
La SCB a émis une obligation internationale de 250 millions de dollars américains avec un ténor de 10 ans en novembre 2017, arrivant à échéance en 2027. Le produit des obligations a été utilisé pour renforcer la base de capital de SCB et pour financer la croissance future des affaires. L'agence de crédit Fitch a attribué une notation BBB + à cette obligation.
En avril 2018, SCB a annoncé ses résultats financiers pour 2017 avec un bénéfice consolidé après impôts de 2 430 millions HKD, soit une augmentation de 27,1 % ou de 518 millions HKD par rapport à l'année précédente.

## Siège de la SCB
En 2008, SCB a acheté l'immeuble du groupe CNAC situé au 10, Queen's Road Central, à côté de son bâtiment d'origine, à des fins d'expansion. L'achat du bâtiment du CNAC a coûté 1,388 milliard HK $ pour une surface brute de 70,00 pieds carrés, SCB a prévu d'investir entre 500 et 600 HKD Millions pour le relier avec le bâtiment du 12 Queen's Road Central afin de le nommer comme nouvelle tour du siège. L'espace global du bâtiment s'élève à 13OOO mètres carrés.
La nouvelle tour a ouvert ses portes en septembre 2016.

## Succursales
À l'heure actuelle, la Shanghai Commercial Bank compte plus de 50 succursales à Hong Kong, en Chine, au Royaume-Uni et aux États-Unis.

### Royaume-Uni
Depuis 1980, il existe une succursale à Londres qui fournit des services bancaires aux particuliers résidant au Royaume-Uni et aux sociétés constituées au Royaume-Uni ou en dehors du Royaume-Uni.

### États-Unis
Il y a trois succursales dans les villes suivantes :
- New York
- San Francisco
- Los Angeles

Ces succursales offrent des services bancaires aux particuliers résidant aux États-Unis et à des sociétés constituées aux États-Unis ou à l'extérieur des États-Unis et ont commencé leurs services depuis 1973.